# Velagići
Velagići (en cyrillique : Велагићи) est un village de Bosnie-Herzégovine. Il est situé dans la municipalité de Ključ, dans le canton d'Una-Sana et dans la fédération de Bosnie-et-Herzégovine. Selon les premiers résultats du recensement bosnien de 2013, il compte 573 habitants.

## Démographie

### Évolution historique de la population
| 1948 | 1953 | 1961 | 1971 | 1981 | 1991 | 2013 |
| ---- | ---- | ---- | ---- | ---- | ---- | ---- |
| -    | -    | 791  | 963  | 588  | 676  | 573  |

|  |

### Communauté locale
En 1991, la communauté locale de Velagići comptait 4 601 habitants, répartis de la manière suivante :